# Скелтон (тауншип, Миннесота)
Скелтон (англ. Skelton) — тауншип в округе Карлтон, Миннесота, США. На 2000 год его население составило 372 человека.

## География
По данным Бюро переписи населения США площадь тауншипа составляет 90,6 км², из которых 90,6 км² занимает суша, а 0,1 км² — вода (0,09 %).

## Демография
По данным переписи населения 2000 года здесь находились 372 человека, 128 домохозяйств и 107 семей.  Плотность населения —  4,1 чел./км².  На территории тауншипа расположено 160 построек со средней плотностью 1,8 построек на один квадратный километр. Расовый состав населения: 99,46 % белых и 0,54 % коренных американцев.
Из 128 домохозяйств в 39,1 % воспитывались дети до 18 лет, в 74,2 % проживали супружеские пары, в 3,1 % проживали незамужние женщины и в 16,4 % домохозяйств проживали несемейные люди. 14,8 % домохозяйств состояли из одного человека, при том 9,4 % из — одиноких пожилых людей старше 65 лет. Средний размер домохозяйства — 2,91, а семьи — 3,11 человека.
28,8 % населения — младше 18 лет, 7,3 % — в возрасте от 18 до 24 лет, 28,5 % — от 25 до 44, 23,7 % — от 45 до 64, и 11,8 % — старше 65 лет. Средний возраст — 38 лет. На каждые 100 женщин приходилось 110,2 мужчин.  На каждые 100 женщин старше 18 приходилось 107,0 мужчин.
Средний годовой доход домохозяйства составлял 45 568 долларов, а средний годовой доход семьи —  47 159 долларов. Средний доход мужчин —  35 469  долларов, в то время как у женщин — 26 250. Доход на душу населения составил 15 571 доллар. За чертой бедности находились 1,7 % семей и 4,1 % всего населения тауншипа, из которых 2,8 % младше 18 лет.